# Scutellinia subbadioberbis
Scutellinia subbadioberbis är en svampart som beskrevs av Le Gal 1972. Scutellinia subbadioberbis ingår i släktet Scutellinia och familjen Pyronemataceae.   Inga underarter finns listade i Catalogue of Life.